# 李冀峰
李冀峰（1923年1月—2017年1月20日），男，河南南乐人，中华人民共和国政治人物，曾任中共贵州省委常委、组织部部长，贵州省人大常委会副主任。